# Il topo (Bisca)
Il topo è il quarto album del gruppo musicale italiano Bisca, prodotto su marchio Statt nel 1992.

## Tracce
Lato A
1. Theo
2. Cheap
3. Note scunnusciute
4. Big tv
5. Basta
6. 'O guarracino
7. Suda
8. Juorn' e nuttate
9. Il topo